# 滿洲國侍從武官處
滿洲國侍從武官處為滿洲國皇帝的直隷機關。

## 概要
1939年設立本機關，工作為皇帝日常時的隨伺，關於軍事的奏上奉答、傳達命令以及陪同皇帝出席儀式等場合的任務。由陸軍上將、中將階級之侍從武官長與5名侍從武官組成。
该机构与内府帝室审查局、近侍处、掌礼处办公室，同在滿洲國帝宫内的怀远楼一楼办公。